# Odette Annable

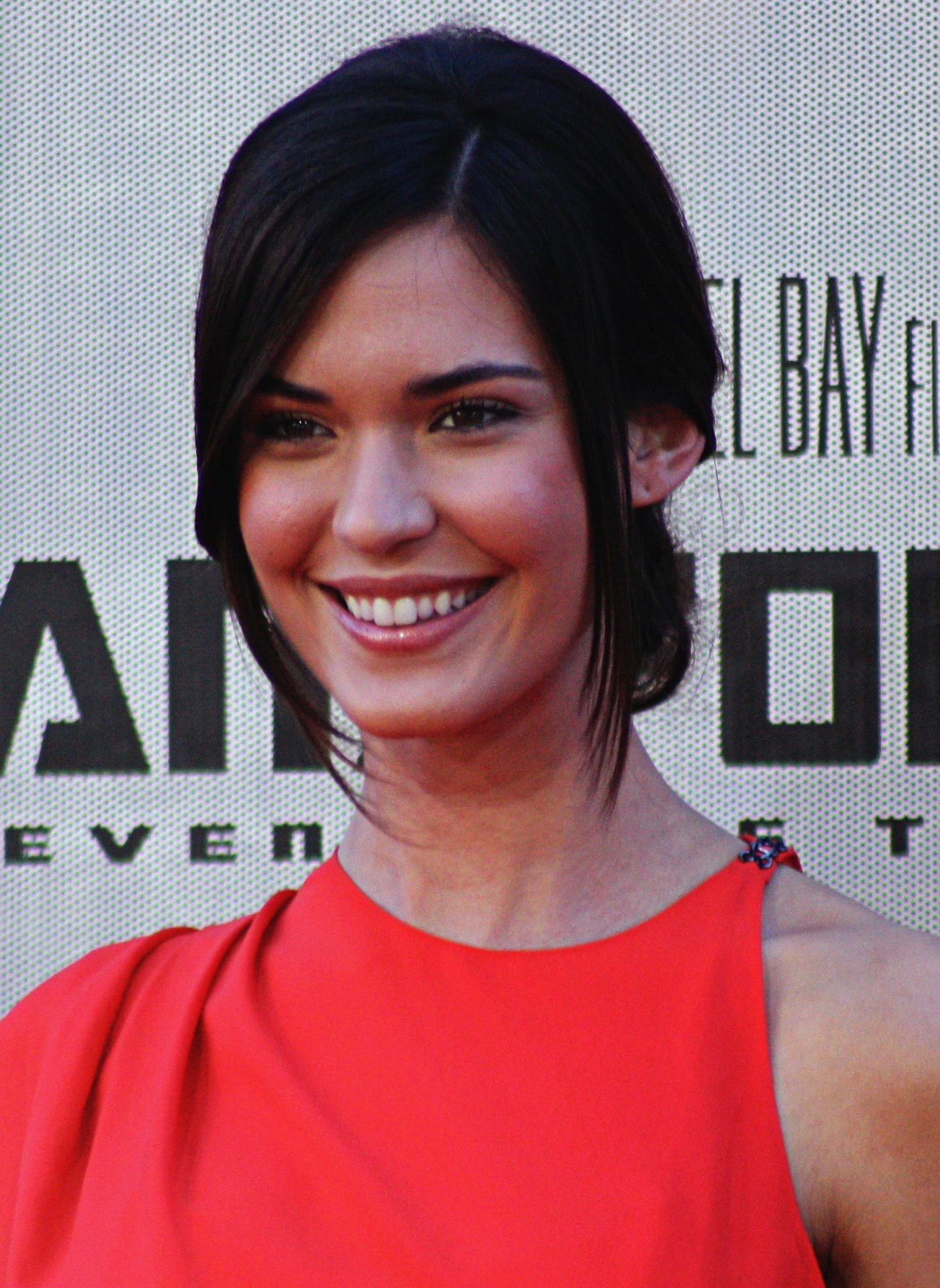
Odette Annable (2009)

Odette Annable (* 10. Mai 1985 als Odette Juliette Yustman in Los Angeles, Kalifornien) ist eine US-amerikanische Schauspielerin.

## Leben
Odette Annables Mutter stammt aus Kuba und ihr Vater ist italienischer und französischer Abstammung. Sie spricht fließend Spanisch und lebt in Atlanta, Georgia.
Annable hatte ihre erste kleinere Rolle als Fünfjährige im Film Kindergarten Cop. Später spielte sie in verschiedenen Fernsehserien wie South Beach, October Road und Monk. 2007 war sie in den Filmen Transformers und Walk Hard: Die Dewey Cox Story zu sehen. 2008 spielte sie eine der Hauptrollen in dem Film Cloverfield. In der achten und letzten Staffel der Krankenhausserie Dr. House hatte sie die Hauptrolle der Dr. Jessica Adams inne. Sie hatte 2017 eine Hauptrolle in Staffel 3 der Superhelden-Serie Supergirl inne.
Sie ist seit dem 10. Oktober 2010 mit dem Schauspieler Dave Annable verheiratet.

## Filmografie (Auswahl)
- 1990: Kindergarten Cop
- 1996: Hilfe, ich komm’ in den Himmel (Dear God)
- 2006: Monk (Fernsehserie, Folge 5x05)
- 2006: Liebe braucht keine Ferien (The Holiday)
- 2007: Transformers
- 2007: Walk Hard: Die Dewey Cox Story (Walk Hard: The Dewey Cox Story)
- 2007–2008: October Road (Fernsehserie, 19 Folgen)
- 2008: Cloverfield
- 2008: Life on Mars (Fernsehserie, Folge 1x04)
- 2009: The Unborn
- 2010: Group Sex – Die Etwas Andere Gruppentherapie (Group Sex)
- 2010: Du schon wieder (You Again)
- 2010: Operation: Endgame
- 2010: And Soon the Darkness
- 2010–2011: Brothers & Sisters (Fernsehserie, 5 Folgen)
- 2011: The Double – Eiskaltes Duell (The Double)
- 2011–2012: Dr. House (House, Fernsehserie, 21 Folgen)
- 2011–2012: Breaking In (Fernsehserie, 13 Folgen)
- 2011: Beverly Hills Chihuahua 2
- 2013–2015: Banshee – Small Town. Big Secrets. (Banshee, Fernsehserie, 11 Folgen)
- 2013: Anger Management (Fernsehserie, Folge 2x45)
- 2013: Beverly Hills Chihuahua 3 (Beverly Hills Chihuahua 3: Viva La Fiesta!)
- 2013: New Girl (Fernsehserie, Folge 2x19)
- 2014: Two and a Half Men (Fernsehserie, 3 Folgen)
- 2014: Rush (Fernsehserie, 5 Folgen)
- 2015: The Astronaut Wives Club (Fernsehserie, 10 Folgen)
- 2015–2016: The Grinder (Fernsehserie, 3 Folgen)
- 2016–2017: Pure Genius (Fernsehserie, 13 Folgen)
- 2017–2018, 2020: Supergirl (Fernsehserie, 23 Folgen)
- 2018: Die Wahrheit über Lügen (The Truth About Lies)
- 2018: No Sleep ’Til Christmas
- 2019–2020: Tell Me a Story (Fernsehserie, 10 Folgen)
- 2021: Fantasy Island (Fernsehserie, Folge 1x02)
- 2021–2024: Walker (Fernsehserie, 60 Folgen)

## Computerspiele
- 2008: Fallout 3 (Synchronisation)